# Lijst van 3FM Megahits in 2025
Deze hits waren in 2025 3FM Megahit op NPO 3FM:
| Nr.  | Week    | Artiest                          | Titel                    |
| ---- | ------- | -------------------------------- | ------------------------ |
| -    | Week 1  | Geen 3FM Megahit                 | Geen 3FM Megahit         |
| 1576 | Week 2  | Son Mieux                        | Have a Little Faith      |
| 1577 | Week 3  | Lola Young                       | Messy                    |
| 1578 | Week 4  | Kensington                       | A Moment                 |
| 1579 | Week 5  | S10                              | Have Fun                 |
| 1580 | Week 6  | Teddy Swims                      | Guilty                   |
| 1581 | Week 7  | Damiano David                    | Born With a Broken Heart |
| 1582 | Week 8  | Antoon                           | Beetje van mij           |
| 1583 | Week 9  | Fontaines D.C.                   | It's Amazing To Be Young |
| 1584 | Week 10 | Claude                           | C'est la vie             |
| 1585 | Week 11 | Sam Fender                       | Arm's Length             |
| 1586 | Week 12 | Chappell Roan                    | The Giver                |
| 1587 | Week 13 | Luna                             | Liefste                  |
| 1588 | Week 14 | Doechii                          | Anxiety                  |
| 1589 | Week 15 | Ed Sheeran                       | Azizam                   |
| 1590 | Week 16 | Pommelien Thijs                  | Atlas                    |
| 1591 | Week 17 | Son Mieux                        | It's Only Love           |
| 1592 | Week 18 | Lorde                            | What Was That            |
| 1593 | Week 19 | Froukje & S10                    | Hart In Brand            |
| 1594 | Week 20 | Kensington                       | Little By Little         |
| 1595 | Week 21 | Ravyn Lenae                      | Love Me Not              |
| 1596 | Week 22 | Lola Young                       | One Thing                |
| 1597 | Week 23 | Sombr                            | Back To Friends          |
| 1598 | Week 24 | Benson Boone                     | Mystical Magical         |
| 1599 | Week 25 | Mark Ronson & Raye               | Suzanne                  |
| 1600 | Week 26 | Royel Otis                       | Moody                    |
| 1601 | Week 27 | Lewis Capaldi                    | Survive                  |
| 1602 | Week 28 | Olivia Dean                      | Nice To Each Other       |
| 1603 | Week 29 | Sombr                            | Undressed                |
| 1604 | Week 30 | PinkPantheress                   | Illegal                  |
| 1605 | Week 31 | Roxy Dekker, Idaly & Ronnie Flex | Hoe Het Is               |
| 1606 | Week 32 | Chappell Roan                    | The Subway               |
| 1607 | Week 33 | Turnstile                        | Seein' Stars             |
| 1608 | Week 34 | Blackpink                        | Jump                     |
| 1609 | Week 35 |                                  |                          |
| 1610 | Week 36 |                                  |                          |
| 1611 | Week 37 |                                  |                          |
| 1612 | Week 38 |                                  |                          |
| 1613 | Week 39 |                                  |                          |
| 1614 | Week 40 |                                  |                          |
| 1615 | Week 41 |                                  |                          |
| 1616 | Week 42 |                                  |                          |
| 1617 | Week 43 |                                  |                          |
| 1618 | Week 44 |                                  |                          |
| 1619 | Week 45 |                                  |                          |
| 1620 | Week 46 |                                  |                          |
| 1621 | Week 47 |                                  |                          |
| 1622 | Week 48 |                                  |                          |
| 1623 | Week 49 |                                  |                          |
| 1624 | Week 50 |                                  |                          |
| 1625 | Week 51 |                                  |                          |
| 1626 | Week 52 |                                  |                          |

1993 · 
1994 ·
1995 · 
1996 ·
1997 ·
1998 ·
1999 ·
2000 ·
2001 ·
2002 ·
2003 ·
2004 ·
2005 ·
2006 ·
2007 ·
2008 ·
2009 ·
2010 ·
2011 ·
2012 ·
2013 ·
2014 ·
2015 ·
2016 ·
2017 ·
2018 ·
2019 ·
2020 ·
2021 ·
2022 ·
2023 ·
2024 ·
2025